# マクガイヤー・ブラザーズ
マクガイヤー・ブラザーズ（マクガイヤー兄弟）は、アメリカ合衆国の男性双生児のプロレスラー、ビリー・マクガイヤー（本名:ビリー・レオン・マクラリー（Billy Leon McCrary） 1946年12月7日 - 1979年7月14日）とベニー・マクガイヤー（本名:ベニー・ロイド・マクラリー（Benny Loyd McCrary） 1946年12月7日 - 2001年3月26日）の2人によるタッグチームである。
本国においては、ザ・マクラリー・ツインズ（The McCrary Twins）またはザ・マクガイヤー・ツインズ（The McGuire Twins）と名乗り、ギネス世界記録に「世界一重い双子」（それぞれ330 kg（727ポンド）と339 kg（747ポンド））として記載されていた。

## 来歴
二人は、ノースカロライナ州ヘンダーソンビルに生まれた。ともに、4歳の時に風疹にかかり、脳下垂体に問題が起こり、体重が増え始めた。両親は運動量を増やすために農場を購入し、1日1,000カロリーの食事制限をしたが、体重は増え続けた。10歳までに体重はそれぞれ91kg（200ポンド）、16歳までには、270kg（600ポンド）になっていた。二人は高校を中退してテキサス州に移り、家畜に焼印を押す仕事に就いた。
それから、彼らはラスベガスのカジノ「サーカス・サーカス」で3年間働き、その後ロサンゼルスで数か月間ミニバイクの演技を披露した。テキサス州エルパソで彼らを見たプロレスのプロモーターが、メキシコのシウダー・フアレスでトレーニングプログラムを始めるよう説得し、ウェイトリフティングとランニングを頻繁に行った。1971年12月、25歳でテキサスでリングデビューを果たし、ブル・ラモスとサイクロン・ネグロのタッグに敗れた。その後、NWA世界タッグ王座などのタイトル戦に挑戦する一方で、変則タッグマッチである3対2のハンディキャップマッチをこなしている。
1974年から1978年にかけて、彼らは日本で新日本プロレスが主催する試合に出場し、星野勘太郎と坂口征二、木戸修と長州力などのタッグチームを破った 。また、1974年1月11日の藤波辰巳・藤原喜明・永源遙・大城大五郎との4対2を皮切りに、3対2から5対2といった変則タッグマッチが連日組まれ、同年1月18日には藤波辰巳・山本小鉄・荒川真（ドン荒川）・栗栖正伸・小沢正志（キラー・カーン）・木村たかし（木村健悟）ら6対2のマッチも組まれた。一方で、1975年2月6日にはアントニオ猪木との1対2の逆ハンディキャップマッチも組まれている。日本では、リングアナウンサーなどが発音しやすいという理由から、「マクガイヤー」という芸名を使用していた。
マクガイヤー・ブラザーズの必殺技は「テュペロ・スプラッシュ」と呼ばれるもので、これは片方がうつ伏せの相手に腹から飛び込み、続いて「スチームローラー」といって二人が相手の上を前後に転がる技であった。
ビリーは1979年7月14日、オンタリオ州ナイアガラフォールズで当時勤務していた「リプレーのビリーブ・イット・オア・ノット博物館」へ向かう途中、オートバイ事故に遭い、32歳で亡くなった。
ビリーの死後、ベニーはアンドレ・ザ・ジャイアントと組んでプロレスを続けようとしたが、兄とのタッグと異なり成功しなかった。その後、ベニーは古物商（質屋）を開き、ヘンダーソンビルで競売人となった。後にノースカロライナ州ウォーカータウンに移り、キリスト教の親睦団体であるクリスチャン・ゴルファーズ・ミニストリーで働いた。
ベニーは、膝の軟骨がすり減って、最終的には寝たきりになり、2001年3月26日に心不全で54歳で亡くなった。
兄弟はヘンダーソンビル近郊の墓地に並んで埋葬されている。彼らの墓石にはホンダのバイク2台が描かれ、「世界最大の双子」と刻まれている。

## 私生活
二人はモントリオールで出会ったマリーズとダニエル・ジュアリー姉妹と結婚した。ベニーは福音派のクリスチャンで、寝たきりになる直前までゴルフを楽しんでいた。